# Star Tower

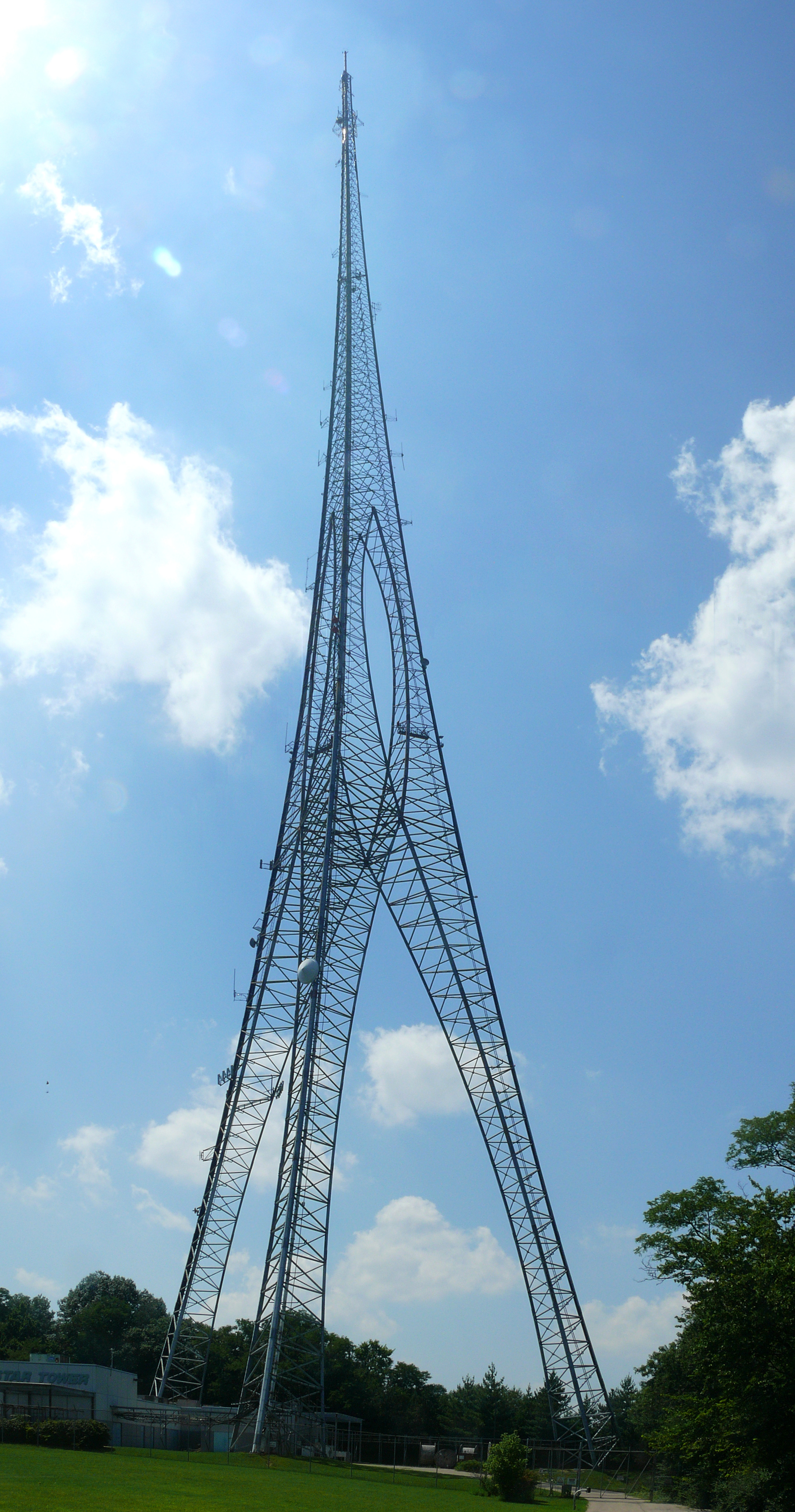
Star Tower

A Star Tower foi construída em 1991 na cidade de Ohio, Estados Unidos. Tem 291 m (955 pés) e é actualmente a 49ª torre mais alta do mundo.